# Србо Івановський
Србо Івано́вський (мак. Србо Ивановски; *1928, Штип, Королівство Югославія — †12 березня 2014, Скоп'є, Македонія) — македонський поет, письменник, драматург і перекладач; писав для дорослих і дітей.

## З біографії
Србо Івановський народився у 1928 році в Штипі.
Закінчив філософський факультет Скопського університету (відділення югославської літератури).
В македонську літературу ввійшов відразу після Другої світової війни. 
Працював редактором на македонському телебаченні.
Письменник був членом Спілки письменників Македонії починаючи з 1949 року, якийсь час очолював її; також був членом Македонського ПЕН-центру.
Помер 12 березня 2014 року в столиці вже незалежної Македонії місті Скоп'є.

## Творчість і визнання
Србо Івановський є автором поетичних збірок, оповідань, декількох романів; відомий і як дитячий письменник.
Бібліографія:
- Лирика (поезія, 1950),
- Желби и меѓи (поема, 1950),
- Средби и разделби (поезія, 1953),
- Бели крикови (поезія, 1956),
- Маѓепсан патник (поезія, 1966),
- Пена од планината (поезія, 1972),
- Прстен на времето (поезія, 1993),
- Горчлив корен (поезія, 1994),
- Челуст на времето (поезія, 1996),
- Близу до животот близу до смртта (поезія, 1998).
- Жена на прозорецот (оповідання, 1955),
- Кога тетин Клименте шеташе над градот (оповідання 1982),
- Желките од рајската градина (оповідання, 2009),
- Осамени (роман, 1957),
- Мартин Нуната (роман, 1979),
- Леонида трча окрвавен (роман, 1980),
- Додека го чекавме Андреја (роман, 1990),
- Балада за исчезнатите (роман, 1994),
- Неподобниот (роман, 1997).

С. Івановський працював також у галузі художнього перекладу.
Українською мовою оповідання Србо Івановського «Сорочка» переклав Андрій Лисенко (увійшло до збірки «Македонська новела», яка вийшла 1972 року в серії «Зарубіжна новела» і за яку перекладач отримав міжнародну премію «Золоте перо»).
Србо Івановський за свою літературну творчість має низку місцевих нагород і визнань, зокрема премії „Кочо Рацин“, „Стале Попов“, 13 Ноември"; за поему „Елена“ в 2006 році здобув нагороду „Григор Прличев“; за поетичний доробок в 2008 році удостоєний нагороди „Книжевно жезло“ Спілки письменників Македонії, сербське видання його книги „Маѓепсан патник“ в 1976 році дістало нагороду „Бранко Миљковиќ“. 